# 環境整備事業
環境整備事業（かんきょうせいびじぎょう）とは、公共事業として実施される環境の整備のことで、補助制度、事業名称で使用され、多岐に渡る。このため、一口に環境整備事業といっても各分野ごとに異なる。全国環境整備事業協同組合連合会は浄化槽清掃技術者の関連団体で衛生の分野である。下水道整備施設である漁業集落排水処理施設（漁集）は水産庁の漁業集落環境整備事業で、林業集落排水処理施設（林集）は林野庁の森林居住環境整備事業で実施される。

## 主な環境整備事業
- 街なみ環境整備事業 - 地域住民の発意と創意を尊重したゆとりと潤いのある住宅市街地の形成を図るための補助制度。
- 河川環境整備事業・ダム湖活性用環境整備事業（河川公園）・ダム周辺環境整備事業
- 農村活性化住環境整備事業（圃場整備の取組みなど）
- 森林環境整備事業（森林保全整備事業、民有林林道関係など）
- 都市環境整備事業
- 地域用水環境整備事業
- 水環境整備事業・農村自然環境整備事業 - ほ場整備と生態系の調和、農村生態系と保全整備、生態系保全に配慮した農村環境整備。矢作川を源とする明治用水アイリス通りなど
- 資源リサイクル畜産環境整備事業
- 特定地域生活排水処理事業（すがすがしの里環境整備事業など）
- 農村活性化住環境整備事業（圃場整備における田園居住空間創出、農業・農村の構造的変化を見通した計画的な生産環境整備の推進と農地と居住区域を共存させた快適な農村の住環境整備）
- 名勝の環境整備事業（人文的名勝と自然的名勝の保護）
- 漁港漁業集落環境整備事業
- 農村環境整備事業（農業集落排水事業 農村環境整備)
- マルチメディアコンテンツ市場環境整備事業
- 史跡城跡環境整備事業 (史跡等の保存・整備・活用)
- 住環境整備事業（コミュニティ住環境整備事業、改善型住環境整備事業、低水準住環境整備事業、密集住宅市街地整備促進事業、既漁村集落整備ほか）
- 空港周辺環境整備事業（航空公園設置、大阪国際空港周辺伊丹緑地整備事業、など）
- 学校ICT環境整備事業
- 引退名馬飼養環境整備事業 - 功労馬繋養展示事業と同時に新設された
- 水辺環境整備事業 - 堀川水辺環境整備事業など多数
- 海岸環境整備事業 - 田ノ浦海岸 (大分県)、ピチピチビーチ、焼津漁港・浜当目地区海岸環境整備事業など。台風や季節風による高潮災害の予防の他、大規模親水リゾートの計画のためなどにも行う。1993年度（平成5年度）からは国土海岸環境整備事業も実施されている。
- 漁業集落環境整備事業 - 竹ヶ島 (宇和島市津島町)などはこの事業により、全戸排水処理が行われている。
- 地域読書環境整備事業 - 財団法人出版文化産業振興財団
- 港湾環境整備事業（港湾緑地）
- 道路環境整備事業 - 道路特定財源制度においては、交通安全関係設備工事等
- 学校ICT環境整備事業
- 港湾環境整備事業
- 沿道環境整備事業
- 海岸環境整備事業
- コミュニティ住環境整備事業
- コミュニティ住環境整備事業B型小規模連担地区（小規模な宅地を改善する事業。その後、コミュニティ住環境整備事業を総合住環境整備事業にする）
- 荒川区アメニティタウン計画研究・快適環境整備事業
- 地域読書環境整備事業（財団法人出版文化産業振興財団）